# T-J境界
T-J境界（ティー・ジェイきょうかい、英: Triassic-Jurassic boundary）とは地質年代区分の用語で、約2億130万年前（誤差20万年）の三畳紀（トリアス紀）とジュラ紀の境目に相当する。古生物学上では顕生代四度目の大量絶滅が発生し、陸と海の生物に深く影響を及ぼしたことが知られる。
海ではコノドントが絶滅し、陸上ではワニ形上目（スフェノスクス亜目とCrocodyliformes）とアヴェメタターサリア（翼竜と恐竜）を除く全ての主竜類、生き残りの獣弓類、数多くの大型両生類が絶滅した。この時代における海洋生命の消失の統計的解析によると、多様性の消失は絶滅の増加よりも種分化の減少によるところが大きいことが示唆されている。

## 名称
中生代三畳紀（英: Triassic ）と中生代ジュラ紀（英: Jurassic）の境目であることから、T-J境界と呼ばれている。スラッシュで接続しT/J境界とすることもある。また、Tr-J境界とも呼ばれる。

## 影響
三畳紀末の絶滅事変で地上の生態的地位は空白となり、ジュラ紀には恐竜が支配的な地位を占めるに至った。この絶滅事変はパンゲア大陸が分裂を開始する直前に1万年以内という短期間で起こった。ドイツのテュービンゲンの地域では三畳紀 - ジュラ紀のボーンベッドを確認でき、これはT-J境界に特徴的である。
絶滅事変により植物も影響を受けた。多様な monosaccate（嚢が1つ）と bisaccate（嚢が2つ）の花粉群集の約60%がT-J境界で姿を消しており、植物の属にも大規模な絶滅があったことが示唆されている。前期ジュラ紀の花粉群集は主に Corollina 属が占め、これは絶滅により空白となった生態的地位というアドバンテージを得た新しい属であった。

### 海洋無脊椎動物

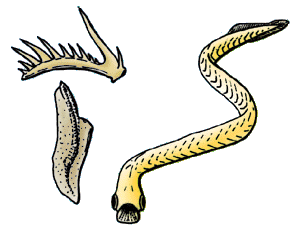
コノドントは三畳紀の末に絶滅した主要な無脊椎動物のグループであった

アンモナイトは実質的に三畳紀末の大量絶滅に影響された。三畳紀で最も卓越したグループのアンモナイトであるセラタイト目はノーリアンで大きく多様性が減少した後にレーティアンの末で絶滅した。アンモナイト亜目やリトセラス亜目およびフィロセラス亜目といったアンモナイトのグループは前期ジュラ紀から多様化した。二枚貝は前期および中期レーティアンで絶滅率が高い。プランクトンと腹足綱の多様性はT-J境界ではほとんど影響を受けなかったものの、放散虫が地域的に絶滅した可能性がある。腕足動物は三畳紀に緩やかに多様性が減少した後、前期ジュラ紀で多様性を取り戻した。刺胞動物のコヌラリーダは三畳紀の末に完全に絶滅したらしい。礁群集が崩壊した証拠もあり、三畳紀の末にテチス海からサンゴが実質的に消滅し、その数は後期シネムーリアンまで回復しなかった。コノドントは古生代と三畳紀を通して卓越した示準化石であったが、多様性が減少した後にT-J境界で最終的に絶滅を迎えた。

### 海洋脊椎動物
三畳紀の末に魚類が大量絶滅に苦しむことはなかった。条鰭綱は中期三畳紀に爆発的に進化した後、後期三畳紀で一般に多様性が徐々に低下した。これは海水準の低下あるいはカーニアン湿潤化イベントに起因する可能性もあるが、後期三畳紀よりも中期三畳紀の魚類の方が研究が進んでいるというサンプリングバイアスかもしれないと考えられている。多様性は見た目には低下したが、現生硬骨魚類の大部分を含む新鰭類は原始的な条鰭綱よりも影響が小さく、現生の魚が先のグループに取って代わり始めたことが示唆されている。
魚類と同様に海生爬虫類も中期三畳紀からジュラ紀にかけて多様性が実質的に低下したが、T-J境界で海生爬虫類の絶滅率は上昇しなかった。中生代の海生爬虫類の絶滅率が最も高かったのはラディニアンの時代であり、これは中期三畳紀の末に相当する。T-J境界あるいはその直前に絶滅した海生爬虫類の科はプラコケリス科（板歯目の最後の科）と、シャスタサウルス科やショニサウルス科といった巨大な魚竜だけであった。ただし、三畳紀の末には魚竜に属レベルのボトルネック効果が生じ、三畳紀の間に誇っていたほどの解剖学的多様性と相違点は二度と戻らなかった、と主張する研究者もいる。

### 陸上脊椎動物

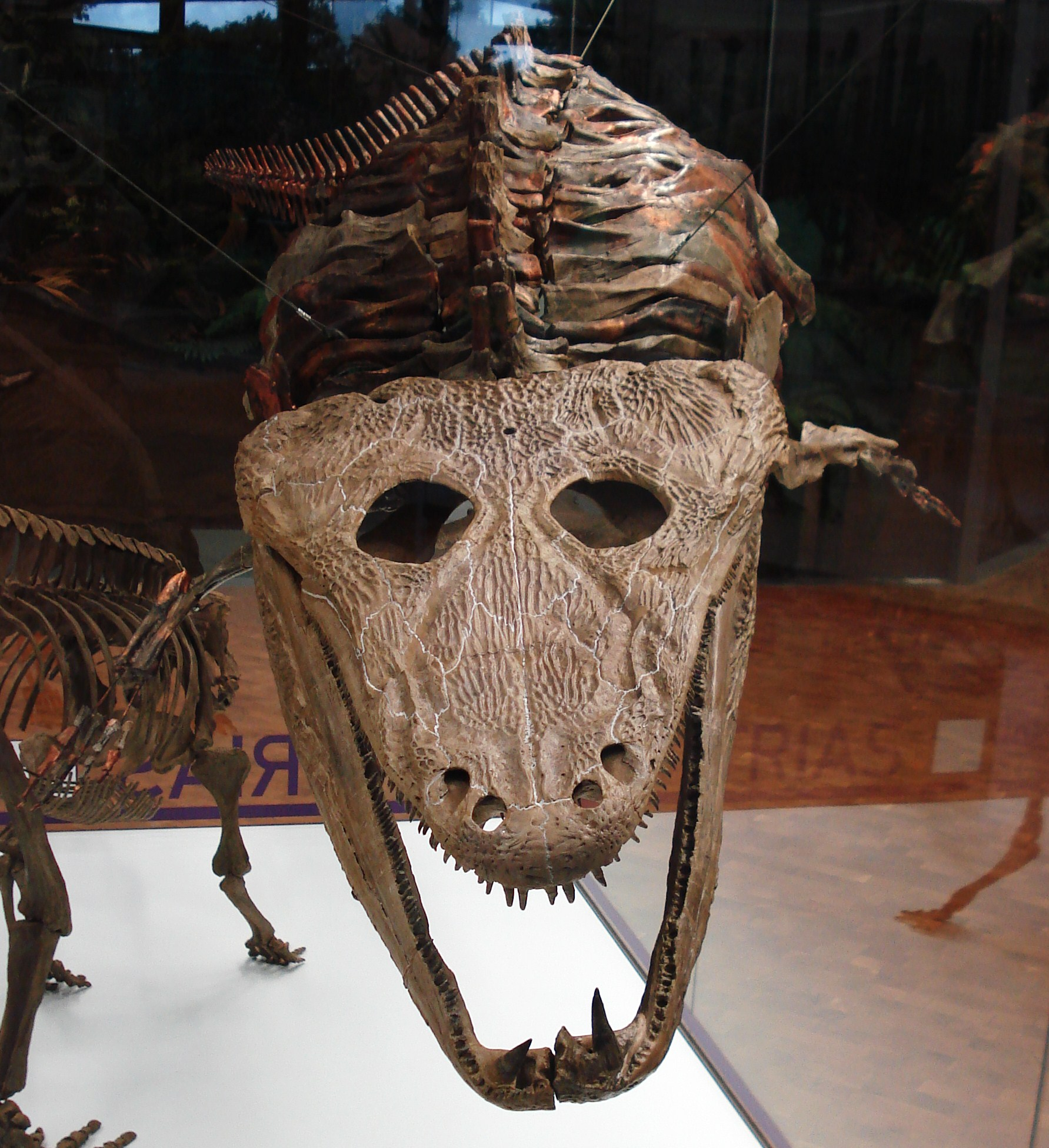
マストドンサウルスなどカピトサウルス類はT-J境界の巨大な両生類のグループの1つである。大型両生類の多くはより早期に絶滅した可能性がある。

後期三畳紀の絶滅の最初期の証拠は両生類・爬虫類・単弓類といった陸上四足動物の大規模な変遷であった。エドウィン・H・コルバートは三畳紀 - ジュラ紀境界と白亜紀 - 古第三紀境界の絶滅と適応のシステムの類似点を描いた。彼は恐竜・鱗竜類（トカゲとその親戚）・Crocodyliformes（ワニとその親戚）がジュラ紀の始まりまでに絶滅した両生類・爬虫類の古いグループの生態的地位をどのように埋めたかを認識した。Olson (1987) では北アメリカのニューアーク層群における動物相の変化の研究に基づいて、全ての陸上四足動物のうち42%が三畳紀末に絶滅したと推定された三畳紀の四足動物の変遷が三畳紀末に突然起こったか、あるいはより徐々に進行したのかについては、より新しい研究で議論されている。
三畳紀の間、両生類は分椎目に属するワニに似た大型の生物に主に代表されていた。最初期の平滑両生亜綱（カエルや有尾目のような現生両生類）は三畳紀に姿を現し、彼らはT-J境界を過ぎた分椎目の多様性が減じる一方で、ジュラ紀で一般的な両生類になった。分椎目の衰退は淡水生態系に余波をもたらしたものの、おそらく複数の研究者が提唱するほど急激なものではなかった。例えば腕足動物は1990年代の発見によると白亜紀まで生き延びた。三畳紀末以前の繁栄とは打って変わって複数の分椎目のグループは三畳紀末に絶滅したが、彼らの絶滅がどれほど三畳紀の終わりに近い時期であったかは定かではない。既知の最後のメトポサウルス科であるコスキノノドンはレオドンタ累層から産出しており、この層は前期レーティアンあるいは後期ノーリアンに相当する可能性がある。既知の最後のプラギオサウルス科であるゲロトラックスはおそらくレーティアンに相当する岩石から発見されており、カピトサウルス類の上腕骨も2018年にレーティアンの堆積層から発見された。これゆえ、プラギオサウルス科とカピトサウルス類は三畳紀のごく末に絶滅した可能性が高く、他の分椎目の大半は既に絶滅していたと考えられている。

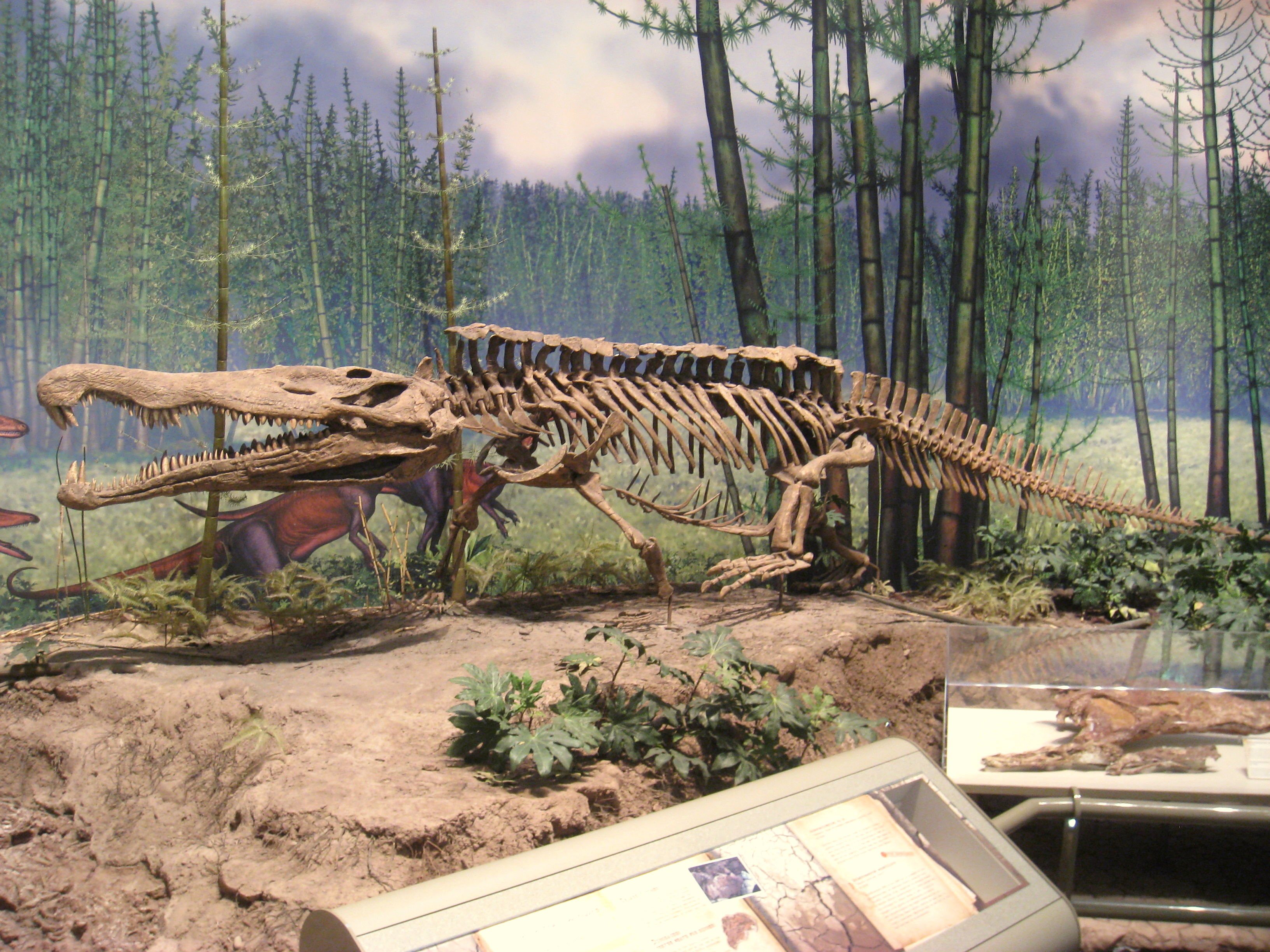
三畳紀末での爬虫類の絶滅はあまり知られていないが、レドンダサウルスといったフィトサウルス類は繁栄していた状態からレーティアンの終わりまでに絶滅を迎えた。

陸上爬虫類の動物相は三畳紀の間には主竜様類が支配的で、特にフィトサウルス類と偽鰐類（現代のワニに繋がる爬虫類の系統）のメンバーが繁栄していた。前期ジュラ紀以降では恐竜と翼竜が最も一般的な陸上爬虫類となり、小型爬虫類は主に鱗竜形類（トカゲやムカシトカゲの親戚）に代表された。偽鰐類で三畳期末までに絶滅しなかったものは小型のワニ形上目のみで、支配的な植物食のグループ（アエトサウルス目など）や 肉食の1グループ（ラウイスクス科）は絶滅した。植竜類、ドレパノサウルス科、トリロフォサウルス科、タニストロフェウス科、プロコロフォン科は後期三畳紀にありふれた爬虫類であったが、彼らもジュラ紀の始まりまでに絶滅を迎えた。しかし、三畳紀最後の期であるレーティアンとジュラ紀最初の期であるヘッタンギアンは大型陸上動物の化石がほとんどなく、これらの陸上爬虫類のグループそれぞれの絶滅の正確な時期を確定させることは難しい。後期三畳紀に絶滅したことが知られている様々なグループのうち、T-J境界の近くに相当すると考えられている化石が産出したものは、フィトサウルス類、プロコロフォン科、そしておそらく基盤的なパラクロコダイリモーファのみである。他のグループはさらに早期に絶滅した可能性がある。結果的にはT-J境界を境に、主要な陸上生態系のニッチの大部分を恐竜が占めることになった。

## 絶滅の原因の仮説
三畳紀末の大量絶滅には複数の説明が提唱されているが、どれも未解決の問題が残されている。

### 緩やかな過程
三畳紀の間の緩やかな気候変動、海水準の上下、ないし海洋酸性化の変化が気候システムにおける転換点に達した可能性がある。しかし、三畳紀の動植物のグループに対するそのような過程の影響は解明が進んでいるとは言えない。
三畳紀末の絶滅は当初緩やかに変化する環境に起因するとされた。エドウィン・H・コルバートは三畳紀 - ジュラ紀における生物学的な変遷を確認する研究を1958年に発表し、地質学的プロセスにより陸上のバイオームの多様性が低下した結果絶滅が起こったとした。聳え立つ高地から乾燥した砂漠、熱帯の湿地まで、三畳紀は世界の環境が多様であった時代であると彼は考えた。一方で、ジュラ紀は浅海が広がったため気候も標高も遥かに均一に近かった。
後の研究では三畳紀の終わりごろに向けて乾燥化するという明確な傾向が示された。グリーンランドやオーストラリアといった高緯度地域は実際には湿潤化したものの、世界の大半では劇的な気候変動が起きたことが地質学的証拠により示唆されている。この証拠には炭酸塩と蒸発岩の堆積物（乾燥した気候で最も豊富）の増加、石炭堆積物（石炭森林など主に湿潤な環境で形成）の減少がある。加えて、気候は季節性に富むようになり、激しいモンスーンで区切られる長い乾季が生じた可能性もある。
ヨーロッパの地層からは後期三畳紀に海水準が低下して前期ジュラ紀に上昇したことが示唆されている。海水準の低下は海洋における絶滅の原因と考えられることがあるものの、地質史における海面の低下の多くは絶滅の増加と相関しないため、証拠は決定的でない。しかし、酸素の減少（海洋循環の停滞に起因）や強い酸性化など、海洋生命が海水準低下に関連する二次的過程に影響された証拠は複数ある。これらの過程は世界規模ではなかったとみられるが、ヨーロッパの海洋動物相における地域的な絶滅を説明できる可能性はある。

### 地球外天体の衝突

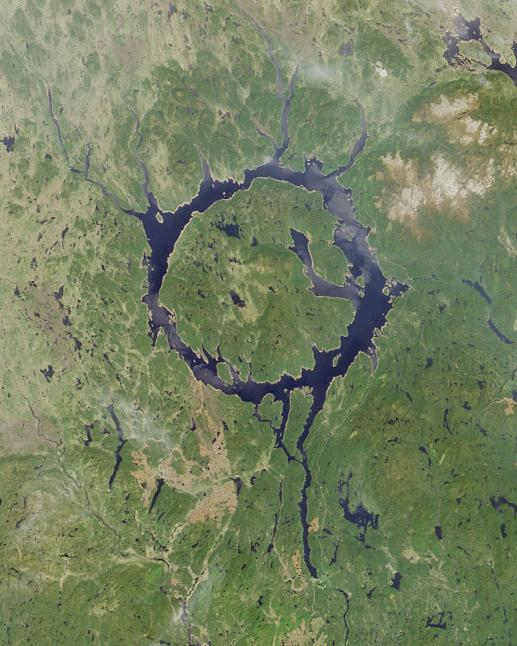
後期三畳紀の隕石衝突で形成された巨大なクレーターである、ケベック州のマニクアガン湖。放射年代測定によりT-J境界よりも約1300万年古いことが確かめられており、大量絶滅の原因である可能性は低い。

メキシコのチクシュルーブ・クレーターを証拠に白亜紀末の大量絶滅は地球外天体の衝突が主要因とされるが、これと同様に小惑星あるいは彗星の衝突が三畳紀末の大量絶滅を引き起こしたという仮説もある。しかし、今のところT-J境界と正確に一致する年代の十分な大きさの衝突クレーターは発見されていない。
にも拘わらず、後期三畳紀には複数の衝突が起きており、確認された中では中生代で2番目に大規模な天体衝突もあった。ケベック州のマニクアガン湖は地球上に存在する目に見える衝突クレーターでは最も大型のものの1つであり、直径は100キロメートルに達する。Olsen et al. (1987) で科学者らはこのマニクアガン・クレーターを三畳紀末の大量絶滅と初めて結び付け、当時クレーターの形成年代を大まかに後期三畳紀と考えた。より正確な放射年代測定が Hodych & Dunning (1992) で行われ、マニクアガン・クレーターはT-J境界の約1300万年前にあたる約2億1400万年前に形成されたことが示された。このため、マニクアガン・クレーターが正確にT-J境界に相当する絶滅の要因である可能性は低い。とはいえマニクアガンの衝突は地球に広く影響を及ぼしており、2億1400万年前の衝撃石英の噴出物ブランケットが遠く離れたイングランドや日本の岐阜県でも発見されている。後期三畳紀のカーニアン - ノーリアン境界は明確な時代と実際に絶滅が起こったか否かが議論されているため絶滅と衝突を対応させることは難しいが、マニクアガンの衝突が同境界の小規模絶滅の要因となった可能性はある。Onoue et al. (2016) では代わりにマニクアガンの衝突が放散虫・海綿動物・コノドント・三畳紀アンモナイトに影響が及んだ中期ノーリアンの海洋絶滅の要因であると提唱された。さらに、マニクアガンの衝突はT-J境界で最大規模の絶滅を迎えたコノドントと三畳紀アンモナイトがそれ以前に徐々に衰退していたことの一端を担った可能性もある。磁気年代と同位体年代の食い違いで不確かではあるものの、アダマニアンとレヴエルティアンの陸上脊椎動物相ゾーンの間の境界には四足動物はじめ動物と植物の絶滅と変遷があり、これもおそらくマニクアガンの衝突に起因する。
他の三畳紀のクレーターはT-J境界に近いが、マニクアガン湖よりも遥かに小型である。フランスの侵食されたロシュショール・クレーターは2億100万年前（誤差200万年）と最も新しい年代のものであるが、直径は25キロメートル、侵食前でも最大50キロメートルで、生態系へ影響を与えるには小さすぎる。三畳紀のクレーターであることが確認あるいは推定されている他の衝突クレーターには、ロシア東部の幅80キロメートルのプチェジ＝カトゥンキ・クレーター（ジュラ紀の可能性あり）、カナダのマニトバ州に位置する幅40キロメートルのセイント・マーティン・クレーター、ウクライナの幅15キロメートルのオボロン・クレーター、アメリカ合衆国ノースダコタ州の幅9キロメートルのレッド・ウィング・クレーターがある。Spray et al. (1998) では、マニクアガン、ロシュショール、セイント・マーティン・クレーターが同じ緯度に分布して見え、オボロンとレッド・ウィング・クレーターがロシュショールおよびセイント・マーティン・クレーターと平行な弧をなす、という興味深い現象が指摘されている。Spray らは三畳紀の複数の衝突イベントは巨大な小惑星あるいは彗星が砕けて同時に複数個所へ衝突したものであるとの仮説を立てた。このような衝突は現在でも確認されており、1994年にはシューメーカー・レヴィ第9彗星が断片化して木星に衝突している。しかし三畳紀に同様のことが起きたという仮説はあまり支持されていない。Kent (1998) ではマニクアガンおよびロシュショール・クレーターは磁気極性の異なる時期に形成されたとされており、それぞれのクレーターの放射年代測定ではそれぞれの衝突は数百万年離れた時期に起きたことが示されている。

### 火山の噴火

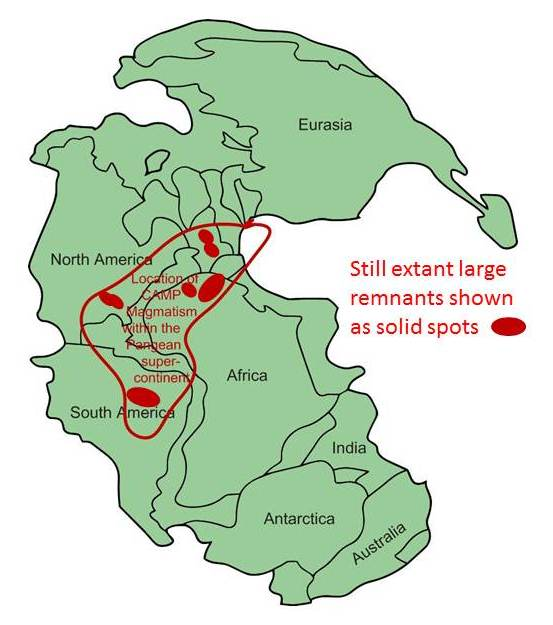
T-J境界における中央大西洋マグマ分布域の最大範囲

大規模な火山噴火、特に中央大西洋マグマ分布域(CAMP) の洪水玄武岩は莫大な二酸化炭素や二酸化硫黄およびエアロゾルを放出して激しい地球温暖化（前者による）ないし寒冷化（後者による）を引き起こした。CAMPの脱ガスの記録から、マグマの大量噴出の直後に二酸化炭素が複数回顕著に放出されたことが示されており、そのうち少なくとも2回は大気中の二酸化炭素の総量の倍が放出された。
後期三畳紀および前期ジュラ紀の化石土壌の同位体組成は大規模な負の炭素同位体偏位と結びついている。リグニンとクチクラ外ワックスに由来する脂質（アルケン）の炭素同位体、およびCAMPに挟まれた北アメリカ東部の湖底堆積物の2つのセクションに由来する総有機炭素は、主にイングランドのサマセットのセント・オードリーズ湾セクションで見られるものと似た炭素同位体偏位を示している。これらが対応することから、三畳紀末の絶滅事変は北アメリカ東部の最古の玄武岩噴出よりもわずかに早く、またモロッコの最古の噴火と同時期に、海中環境と陸上環境で同時に始まったことが示唆されている。いずれの火成活動も致命的な二酸化炭素の温室効果と海洋の生物石灰化危機をもたらした。
同時期のCAMPの噴火・大量絶滅・炭素同位体偏位が同じ場所で見られ、大量絶滅が火山に起因する可能性が示唆されている。メタンハイドレートの破滅的な融解（史上最大の大量絶滅であるペルム紀末の大量絶滅の原因の1つともされる）により温室効果に拍車がかかった可能性もある。
T-J境界を記録する岩石のセクションであるニューアーク層群に火山灰層がないことと、移り変わるゾーンの10メートル上に玄武岩層があることから、火山噴火説を否定する研究者もいる。しかし、アップデートされた年代測定プロトコルとより広範囲のサンプリングにより、全てではないが大半の火山活動が境界よりも以前に起きていたことが一般に確かめられている。
岐阜県犬山地域から採集したサンプルを使用し白金族元素（オスミウム(Os)とパラジウム(Pd)）の分析を行った藤崎ほか(2015)は、K-Pg境界と比較しイリジウム(Ir)が少なく隕石衝突を原因とするための決定的証拠とはらない、また、白金族元素の起源は大規模火成活動に伴う玄武岩と上部大陸地殻物質（風成塵）が混合したものと報告した。

## 日本におけるT-J境界
愛知県犬山地域には三畳系 - ジュラ系チャートが分布する。このチャートから得られたオスミウム(Os)同位体比(187Os/188Os) はレーティアン末に0.2という最低値を記録した後、T-J境界で0.4まで増大してヘッタンギアンでは0.4 - 0.5で安定する。これはT-J境界とほぼ同時期に大陸風化速度が劇的に上昇したことを意味している。また、同様のオスミウム同位体比変動は同じくT-J境界が分布する愛媛県秩父累帯の層状チャートでも確認できる。これ以外にT-J境界は栃木県足尾帯葛生地域が知られるほか、T-J境界を含む可能性のある地層が秩父累帯で報告されている。
熊本県五木村北部の黒瀬川帯からはそれまで上部三畳系と考えられていた砕屑岩からジュラ系の放散虫化石が得られ、不整合を示すT-J境界が存在することが判明した。